# Borko
Borko je moško osebno ime.

## Izvor imena
Ime Borko je različica moških osebnih imen Boris oziroma Bor.

## Pogostost imena
Po podatkih Statističnega urada Republike Slovenije je bilo na dan 31. decembra 2007 v Sloveniji število moških oseb z imenom Borko: 66.

## Osebni praznik
Osebe z imenom Borko lahko godujejo takrat kot osebe z imeni Boris oziroma Bor.